# Németh József (színművész)
Németh József (Bród, 1854. március 6. – Budapest, 1916. március 2.) színész, színigazgató, a Népszínház közkedvelt komikusa és operetténekese. Németh Juliska és Németh Antónia színésznők apja.

## Pályafutása
Németh István és Hemszke Antónia (Hudachek Anna) fia. Atyja ezredszabó volt. Előbb Szegeden puskaműves-inas volt a híres Gloszauer-műhelyben, ahol egy ízben kijelentette gazdájának, hogy nem reparál többé fegyvert és beállt kóristának 30 forint gázsi mellett Aradi Gerő szegedi társulatánál, ahol kisebb-nagyobb szerepeket is játszott. Hódmezővásárhelyen lépett fel először 1871-ben, majd vidéken játszott. 1875–76, 1880–81-ben és 1882–1885 között Krecsányi Ignácnál működött Debrecenben. Amikor később Krecsányival Budára került, kitűnő alakításaival, eredeti humorával magára vonta Evva Lajos népszínházi igazgató figyelmét és ennek hatása alatt fellépett a Népszínházban, 1880. július 12-én, a Boccaccioban, mint Pierot. 1885. május 1-én szerződtették; mint szerződött tag május 11-én mutatkozott be Szigeti József Nőemancipáció c. vígjátéka Öreg huszár szerepében. Itt egyre-másra aratta sikereit és különösen mint a Cigánybáró Zsupán Kálmánja tűnt fel alakítása sokszínűségével, őszinte humorával, kedélye melegségével. 1887. október 11-én elbúcsúzott az intézettől az Uff király címszerepében, miután Kolozsvárra ment, ahol október 17-én mutatkozott be a Falusiakban. 1888. április 9-én Budapesten, a Kálvin téri református templomban házasságra lépett Hegyesi (Spitzer) Ilonával, a Népszínház volt tagjával, Spitzer Ignác és Weisz Anna lányával. Egyik esküvői tanúja Szirmai Imre volt. Kolozsvárott azonban nem tudott megmaradni, ezért 1888. május 8-án újra visszaszerződött a Népszínházhoz, ahol azután Tihanyi Miklós halálával annak legméltóbb utódja lett. Pompás alakításai közül emlékezetesek maradnak: a Peleskei nótárius, Kreuzer Michl a Nániban, a Holtomiglan pesti hordárja, az Eleven ördög tanácsosa, a Sárga csikó pusztabírója, Szép Heléna Calchasa stb.
A Népszínház szomorú bukása után megtakarított pénzecskéjét a miskolci színigazgatásba fektette, de nem volt szerencséje és az első szezon (1903–04) balsikere után visszatért a fővárosba, a Népszínházba, majd Konti Józsefet is ő követte 1904-ben a Király Színházba, amelynek kerek egy évtizedig volt kedvelt művésze és amelynek kötelékében új babérokat szerzett. A János vitéz francia királya, a Varázskeringő fejedelme, a Száz év múlva c. revű föltámadó Zajthayja és az Én, te, ő híres Sire de Vergyjével érte el legnagyobb sikerét, de ezenkívül is a színház majdnem minden újdonságában kivette részét a dicsőségből. Pompás alakításáról a sajtó is mindenkor elismerőleg nyilatkozott, mert minden szerepében eredeti tudott lenni. Messze járt attól, amit érdemes, öreg histriók jellemző lefitymálássál nappali színészetnek neveznek. Nem kereste az eszközöket, önként termettek nála a fogások. Ismerte az életet, az élet fonákságait, a mindennapi élet félszeg figuráit és ismerte önmagát. Mintaképe volt a vérbeli színésznek, aki azonosodik mindenhogyan a feladatával. Jobban érdekelte ugyan a dráma, de szép baritonhangjának köszönhetően főként operettekben játszott.
Eltemették a kerepesi-úti temetőben, a főváros által adományozott díszsírhelyre (I., XIX. parcella, III. sor, 8. sír.) Koporsója felett Szirmai Imre és Feld Zsigmond mondott búcsúbeszédet. Sírkövét Incze Sándor szerkesztő emelte, 1925. november 1-én.

## Fontosabb szerepei
- Zajtai (Gaál J.: A peleskei nótárius)
- Zsupán (ifj. J. Strauss: A cigánybáró)
- Eisenstein (ifj. J. Strauss: A denevér)